# Iguana no Musume
Iguana no Musume (イグアナの娘) é uma série de manga escrita por Moto Hagio e publicada na revista Petit Flower em maio de 1992. Foi adaptada numa série de televisão em 1996.
Iguana no Musume reflete nas próprias relações de Hagio com sua mãe.

## Enredo
A série fala sobre uma rapariga chamada Rika, cuja mãe a enxerga de forma rude, favorecendo apenas a sua irmã, Mami. Rika sente-se rejeitada e começa a se enxergar como uma iguana feia, mas após a morte da sua mãe, percebe que a mesma também era uma iguana feia.

## Média

### Manga
O manga foi publicado na edição de novembro 1991 da revista de manga josei, Petit Flower (atual Flowers), da editora Shogakukan. A editora Shogakukan não havia publicado o manga em formato tankōbon até 1994, mas lançou uma reedição em 2000. O manga foi traduzido em inglês pela editora Fantagraphics Books em 2010, como parte da antologia A Drunken Dream and Other Stories de Moto Hagio.

### Série de televisão
A série de televisão foi escrita por Kazue Okada e dirigida por Kazuhisa Imai e Shinjo Takehiko. Participaram do elenco Miho Kanno, Yoshinori Okada, Rena Komine, Hitomi Sato, Koji Yamaguchi, Miyuki Komatsu, Takeshi Izawa, Kanako Enomoto, Naomi Kawashima e Masao Kusakari.  O tema musical da série foi "Your Song" de Elton John. A série foi lançada em DVD em 2001.

#### Episódios
| #  | Título                                                                                      | Dirigido por    | Exibição original   | Audiência (%) |
| -- | ------------------------------------------------------------------------------------------- | --------------- | ------------------- | ------------- |
| 1  | "O Nascimento Amaldiçoado" "のろわれた誕生"                                                 | Kazuhisa Imai   | 15 de abril de 1996 | 7.9%          |
| 2  | "Eu Quero Morrer" "わたし死にたい…"                                                         | Kazuhisa Imai   | 22 de abril de 1996 | 8.1%          |
| 3  | "Uma Noite nas Planícies Altas, Meu Primeiro..." "高原の夜、初めての…"                      | Shinjo Takehiko | 29 de abril de 1996 | 8.1%          |
| 4  | "O Segredo da Minha Mãe" "お母さんの秘密…"                                                  | Shinjo Takehiko | 6 de maio de 1996   | 9.2%          |
| 5  | "Meu Aniversário... O Presente que Minha Mãe Jogou Fora" "誕生日…母に捨てられたプレゼント"  | Kazuhisa Imai   | 13 de maio de 1996  | 11.5%         |
| 6  | "Ondulação - Mãe Contrata um Professor Particular" "波紋、母が呼んだ家庭教師…"              | Kazuhisa Imai   | 20 de maio de 1996  | 10.0%         |
| 7  | "Confissão de uma Mãe... Quero te Matar!" "母の告白…あなたを殺したい"                       | Shinjo Takehiko | 27 de maio de 1996  | 14.5%         |
| 8  | "Um Amigo para a Eternidade, a Morte, e uma Outra Mãe" "永遠の友情、死、そしてもう一人の母" | Shinjo Takehiko | 3 de junho de 1996  | 10.7%         |
| 9  | "Direito à Felicidade" "幸せになる権利…"                                                    | Kazuhisa Imai   | 10 de junho de 1996 | 12.8%         |
| 10 | "Uma Triste Viagem em Família" "悲しい家族旅行…"                                            | Shinjo Takehiko | 17 de junho de 1996 | 14.0%         |
| 11 | "Mãe! Mãe... Mãe!" "お母さん!お母さん!…おかあさん!"                                         | Kazuhisa Imai   | 24 de junho de 1996 | 19.4%         |

## Receção
Noah Berlatsky do The Hooded Utilitarian criticou a caracterização da mãe. George Gustines do The New York Times escreveu que Iguana no Musume é "estranhamente atraente e surpreendentemente agridoce".